# Sylvie Baïpo-Temon
Sylvie Baïpo-Temon est une diplomate et femme politique centrafricaine, ministre des Affaires étrangères de la Centrafrique depuis 2018.

## Biographie
Née le 13 juin 1972, Sylvie Baïpo-Temon est économiste de formation.
Elle obtient une licence en économie à l’université d'Orléans en France en 1996, avant d’étudier l’économie et l’intégration financière à l’université de Poitiers. Elle finit ses études en finance à l’université de Paris X Nanterre, puis devient analyste financière à la banque BNP Paribas en 2003,.
Le 14 décembre 2018, elle est nommée ministre des Affaires étrangères par le président Faustin-Archange Touadéra en remplacement de Charles-Armel Doubane (en), qui occupait le poste depuis 2016.
En juillet 2022, Sylvie Baïpo-Temon est sommée par l’administration fiscale française de régler des impôts impayés d'un montant de 18 000 €.